# دوق إدنبرة
دوق ادنبرا هو لقب دوقي بريطاني وسمى على مدينة إدنبرة في اسكتلندا. هناك أربع أدواق منذ 1726. الدوق الحالي هو الأمير إدوارد الابن الأصغر للملكة إليزابيث الثانية.